# Campeonato de la ASEAN de Fútbol Playa
El Campeonato del Sudeste Asiático de Fútbol Playa en (inglés: ASEAN Beach Soccer Championship) es una competición internacional de fútbol playa de las naciones del sudeste asiático y es organizada por la Federación de fútbol de la ASEAN.

## Historia
Se disputó por primera vez en 2014 en Malasia. Por razones de patrocinio, también fue conocida por Campeonato del Sudeste Asiático de Fútbol Playa FELDA 2014. La segunda edición del torneo se disputó en Vietnam del 5 al 13 de agosto de 2016, pero se pospuso del 2 al 12 de diciembre de 2016. La tercera edición del torneo se realizó en Indonesia, en la ciudad de Bali del 18 al 24 de noviembre de 2018.

## Palmarés
| Año          | Sede     | Campeón   | Final Resultado | Subcampeón | Tercer lugar | Resultado      | Cuarto lugar |
| ------------ | -------- | --------- | --------------- | ---------- | ------------ | -------------- | ------------ |
| 2014 Detalle | Kuantan  | Malasia   | 6:4             | Vietnam    | Tailandia    | 4:1            | Laos         |
| 2018 Detalle | Bali     | Vietnam   | 6:4             | Tailandia  | Malasia      | 2:1            | Indonesia    |
| 2019 Detalle | Chonburi | Tailandia | 4:2             | Vietnam    | Malasia      | 4:4 (6:5 pen.) | Afganistán   |

## Títulos por selección
En cursiva, se indica el torneo en que el equipo fue local.
| País       | Campeón  | Subcampeón     | Tercer lugar   | Cuarto lugar |
| ---------- | -------- | -------------- | -------------- | ------------ |
| Vietnam    | 1 (2018) | 2 (2014, 2019) |                |              |
| Tailandia  | 1 (2019) | 1 (2018)       | 1 (2014)       |              |
| Malasia    | 1 (2014) |                | 2 (2018, 2019) |              |
| Laos       |          |                |                | 1 (2014)     |
| Indonesia  |          |                |                | 1 (2018)     |
| Afganistán |          |                |                | 1 (2019)     |